# Куликов, Константин Ефимович
Константин Ефимович Куликов (1896—1944) — советский военачальник, генерал-майор (1940), участник Первой мировой, Гражданской войн, боёв на озере Хасан и Великой Отечественной войны. В 1941 году попал в плен, умер в лагере.

## Биография
Константин Куликов родился 18 мая 1896 года в деревне Витомово Тверской губернии в крестьянской семье. После окончания четырёхклассной сельской школы работал в родительском хозяйстве (отец умер в 1903 году и хозяйство вела мать). С 1911 года работал кровельщиком в Санкт-Петербурге.
В августе 1914 года призван по мобилизации в Русскую императорскую армию. Сначала направлен в Новочеркасский 145-й пехотный полк, вскоре переведён в Преображенский лейб-гвардии полк, в 1915 году окончил его учебную команду. Участвовал в Первой мировой войне, в 1917 году переведён в запасной батальон полка. С 1916 года командовал взводом, затем был начальником команды пеших разведчиков. За отличия произведён в чин старшего унтер-офицера. После Февральской революции в 1917 году избирался членом ротного и полкового солдатских комитетов . В ноябре 1917 года был демобилизован.
В ноябре 1917 года Константин Куликов вступил в отряд Красной Гвардии Московской железной дороги. В марте 1918 года назначен начальником отряда особого назначения по борьбе с контрреволюцией и саботажем при управлении милиции Московско-Киево-Воронежской железной дороги.
В мае 1918 года отряд зачислен в Рабоче-Крестьянскую Красную Армию, где Куликов назначен командиром отделения 20-го Сухиничского стрелкового полка. С октября 1919 года — командир взвода 119-го отдельного батальона в Москве. С декабря 1919 года — командир роты 331-го отдельного батальона (Уфа). С декабря 1920 года — командир батальона 199-го стрелкового полка в Приуралье, а с мая 1921 по июнь 1922 года временно исполнял должность командира этого полка. Участвовал в Гражданской войне, в том числе в подавлении восстаний в Уфимской губернии.
С июня 1922 года служил в 1-й Казанской стрелковой дивизии (Казань): помощник командира и командир батальона 1-го Татарского стрелкового полка, с июля 1924 — помощник командира по хозяйственной части 2-го Ульяновского стрелкового полка. В эти же годы окончил повторные пехотные курсы Приволжского военного округа в 1923 году и Стрелково-тактические курсы усовершенствования комсостава РККА имени III Коминтерна в 1928 году. С октября 1929 года служил помощником командира 1-й стрелковой дивизии в Приволжском ВО. С ноября 1931 года был командиром-комиссаром 100-го стрелкового полка 34-й стрелковой дивизии этого округа.
В июле 1938 года был назначен командиром 39-й стрелковой дивизии. В этой должности в составе дивизии он принимал участие в боях с японскими войсками во время конфликта на озере Хасан. В декабре 1938 года Куликов был арестован, почти через год дело в отношении него было прекращено за отсутствием состава преступления.
В октябре 1939 года Куликов был назначен начальником стрелково-пулемётных курсов усовершенствования комсостава запаса в Днепропетровске. В марте 1941 года он был назначен командиром 196-й стрелковой дивизии Одесского военного округа.
Участник Великой Отечественной войны с июля 1941 года. Встретив войну в летних лагерях под Днепропетровском, дивизия была передана в распоряжение командующего 18-й армии Южного фронта. Прибыв на фронт, 12 июля она вступила в бой с противником в ходе приграничных оборонительных сражений в Молдавии боях на Южном Буге и Днестре. Однако через несколько дней она была выведена из боя и передана в 26-ю армию Юго-Западного фронта. Весь август дивизия вела тяжелые оборонительные бои на Днепре в ходе Киевской оборонительной операции, понесла тяжелые потери, но отличалась стойкостью в обороне и не имела фактов отхода без приказа. Во время Киевской катастрофы войск Юго-Западного фронта 15 сентября 1941 года дивизия генерала Куликова попала в окружение. Собрав значительно поредевшие части дивизии в один кулак, генерал Куликов пытался вывести её из котла быстрыми маршами и внезапными атаками. Удалось пройти значительное расстояние, но 21 сентября он при попытке установить связь с штабом армии попал в расположение немецких войск, был ранен и захвачен в плен у д. Сазоновки. 26 сентября остатки дивизии под командованием её начальника штаба Шатилова В. М. вышли из окружения в районе деревни Большой Перевоз.
Первоначально Куликов содержался в лагере для военнопленных в городе Владимире-Волынском, а потом — в Германии, в концлагере Хаммельбург. Не пошёл на сотрудничество с гитлеровцами и с власовцами, за что содержался в исключительно тяжелых условиях. 12 февраля 1943 года передан гестапо. Умер от туберкулеза (по другим публикациям — был убит) в концлагере Флоссенбюрг в июне 1944 года..

## Отзывы сослуживцев
Голова у комдива ясная, дело он свое знал. За плечами был опыт двух войн: первой мировой и гражданской. ... Константин Ефимович был человеком, действовавшим только строго по уставу. Наверное, сказывалась служба в гвардейском полку. Обычно на служебных совещаниях он держал в руке то Устав внутренней службы, то Боевой устав пехоты, в зависимости от содержания рассматриваемого вопроса, и подкреплял свои указания ссылками на соответствующие параграфы. ... Надо отдать ему должное: он умел мыслить творчески, принимать решение, исходя из обстановки... герой гражданской войны, талантливый командир, в котором были и решительность, и воля, и знания. Я был уверен, что генерал Куликов сделает все возможное, чтобы вывести дивизию из вражеского кольца. В тот день я беседовал с генералом Куликовым и не знал, что говорю с ним в последний раз. Машина, на которой он отправился в штаб генерала Лопатина, въехала в село, занятое фашистами. Шофер и сам Куликов поняли это, когда повернуть назад было уже поздно, и сделали попытку проскочить. До 50 гитлеровцев, находившихся в селе, устроили настоящую охоту на штабную эмку. Куликов отстреливался из пистолета, был несколько раз ранен, и машина проскочила бы, если бы фашисты не открыли огонь по автомобильным скатам. Они изрешетили покрышки, и машина остановилась. В бессознательном состоянии, истекающий кровью Куликов был пленен. Шофера фашисты расстреляли на месте. После войны я узнал от друзей, что Куликов находился в лагере для военнопленных на территории Франции, вел себя как подобает настоящему советскому патриоту, достойно и непреклонно. Ни истязания, ни щедрые посулы не сломили его воли. Вспоминая теперь комдива 196-й, хочу сказать: за несколько месяцев совместной службы многому научился у него. Попадая в сложные переплеты на дорогах войны, я часто спрашивал себя: «А как бы в подобной ситуации поступил генерал Куликов?» И это было хорошим ориентиром, помогало находить верные решения.— Шатилов В. М. А до Берлина было так далеко. — М.: Воениздат, 1987.

## Воинские звания
- полковник (17.02.1936)[1]
- комбриг (17.02.1938)[1]
- генерал-майор (4.06.1940)

## Награды
- Орден Красного Знамени (22.02.1938)
- Медаль «XX лет Рабоче-Крестьянской Красной Армии» (22.02.1938)[1]